# Barry Campbell
Pour les articles homonymes, voir Campbell.
Barry R. Campbell (né le 15 juin 1950) est un homme politique canadien de l'Ontario. Il est député fédéral libéral de la circonscription ontarienne de St. Paul's de 1993 à 1997.

## Biographie
Né à Montréal au Québec, Campbell obtient un bachelor of Arts de l'université McGill en 1971, un bachelor of Law de l'école de droit de McGill en 1975 et un Master of Laws de la faculté de droit de Harvard en 1977. Stagiaire et ensuite associé de la firme McCarthy & McCarthy de 1971 à 1981, il sert également comme conseiller légal au Fonds monétaire international à Washington de 1981 à 1982, consultant étranger avec Arnold & Porter (en) de 1982 à 1983 et à nouveau associé et partenaire avec McCarthy & McCarthy de 1983 à 1987. Il œuvre aussi comme président de Tricaster Management Inc. de 1987 à 1990, ainsi que comme partenaire spécial avec Tory, Tory, DesLauriers & Binnington de 1990 à 1993. Membre du Barreau de l'Ontario, il travaille auprès du Congrès juif canadien et comme militant pour la recherche sur le SIDA et pour l'habitation à logement à but non lucratif à Toronto.

### Carrière politique
Militant dans son jeune âge avec les Libéraux de Pierre Elliott Trudeau, il est recruté par le parti afin d'être candidat dans St. Paul's en 1992. Facilement élu en 1993, il ne siège pas au cabinet du premier ministre Jean Chrétien malgré le caractère de futur star accolé à sa candidature lors de l'élection. Siégeant comme backbencher, il occupe le poste de vice-président du comité des Finances de la Chambre des communes et de secrétaire parlementaire du ministre des Finances Paul Martin dès février 1996. Il décide de ne pas se représenter en 1997.

### Après la politique
Campbell devient lobbyiste de la Banque Scotia, de Newcourt Capital et de J.P. Morgan & Co. en 1998. Parmi ses actions de lobbyiste, il participe à une campagne de financement pour le ministre Jim Peterson. Cependant, une décennie plus tard, cet évènement lui fait l'objet d'un procès par Democracy Watch (Démocratie en surveillance c. Barry Campbell) qui se termine par un non-lieu en mars 2009. Le jugement indique que « la valeur commerciale d'un lobbyiste est sa capacité d'avoir accès aux décideurs, de manière à tenter de les influencer directement par la persuasion et les faits. Où l'efficacité du lobbyiste dépend du sentiment d'obligation personnel du décideur envers le lobbyiste, ou d'un autre intérêt privé créé ou facilité par le lobbyiste, la frontière entre le lobbying légitime et le lobbying illégitime a été franchie ». Ce jugement a conduit à un nouveau standard dans le code de déontologie de lobbyiste.
En 2003, il soutient la candidature de John Tory à la mairie de Toronto. Il participe également comme collecteur de fonds pour la campagne de Paul Martin lors de la course à la chefferie libérale de 2003 (en).